# 平野成子
平野 成子（ひらの しげこ、1899年（明治32年）5月5日 - 1988年（昭和63年）12月15日）は、日本の社会運動家、政治家。参議院議員（1期）。本名・シゲ。

## 経歴
栃木県生まれた。私立女子美術学校（現・女子美術大学）を修了。その後、農村社会運動に従事した。
戦後、日本社会党に入党し、1947年4月、第1回参議院議員通常選挙に山梨県選挙区から日本社会党公認で出馬して当選し（任期3年）、参議院議員を一期務めた。改選を迎えた1950年の参院選には出馬せず、1953年の参院選に右派社会党公認で全国区から立候補したが当選には遠く及ばなかった。

## 逸話
夫平野力三とは農民運動を通じて知り合い、おしどり議員として知られた。